# Четинкая, Бюньямин
Бюньямин Четинкая (тур. Bünyamin Çetinkaya; родился 8 сентября 2009) — турецкий футболист, нападающий клуба «Касымпаша».

## Клубная карьера
Выступал за молодёжные команды турецких клубов «Истанбул Башакшехир» и «Касымпаша». 12 мая 2024 года дебютировал в основном составе «Касымпаша» в матче турецкой Суперлиги против «Антальяспора». Он вышел на поле на последних минутах матча в возрасте 14 лет, 8 месяцев и 4 дней, став самым молодым игроком в высшем дивизионе чемпионата Турции с 1959 года.